# Roy Rowland
Roy Rowland (Nova York, 31 de desembre de 1910 - Orange, Califòrnia, Estats Units, 29 de juny de 1995) va ser director de cinema, productor i guionista estatunidenc.
Entra de jove a la Metro-Goldwyn-Mayer - on farà la major part de la seva carrera - i hi realitza en principi curtmetratges (sobretot de la sèrie  Crimes does not pay ), abans que li sigui confiada, el 1943, la direcció del seu primer llargmetratge. Les últimes pel·lícules que realitza, cap a 1965, són coproduccions europees.

## Biografia
Nascut a la ciutat de Nova York, Rowland va estudiar lleis abans de començar a treballar com a script en la productora MGM.
El 1934 va col·laborar sense acreditar en la direcció de la pel·lícula Una festa a Hollywood. Va dirigir gairebé una trentena de curtmetratges abans de debutar en el llargmetratge el 1943 amb A Stranger in Town, una producció de la MGM protagonitzada per Richard Carlson. Dos anys després realitza Our Vines Have Tender Grapes, amb Edward G. Robinson. Rowland va ser un artesà de la MGM que va sovintejar gèneres diversos, però va tenir una certa especialització en el western; va dirigir pel·lícules com L'últim baluard, La xicota salvatge, Affair with a Stranger o el musical Viva Las Vegas!, protagonitzades respectivament per Ray Milland, Robert Taylor, Stewart Granger i Cyd Charisse.
La seva pel·lícula més aconseguida potser és la de cinema fantàstic infantil The 5,000 Fingers of Dr. T., molt influïda per clàssics com El mag d'Oz o Alicia al país de les maravelles; explica el somni d'un nen, en el qual el seu antipàtic professor de piano, el Dr. Terwilliker, es mostra com el dictador d'un estrany lloc, habitat per no menys estranys éssers.
El 1957 dirigeix a Itàlia el musical Els set turons de Roma, protagonitzada per Mario Lanza, Marisa Allasio i Renato Rascel.
Entre 1959 i 1960 va dirigir la sèrie de televisió The Life and legend of Wyatt Earp , sobre un dels més llegendaris personatges del western. En la dècada de 1960 Rowland va treballar a Europa, dirigint la pel·lícula britànica The girl Hunters, historia amb el detectiu Mike Hammer, amb la futura noia Bond Shirley Eaton en un paper destacat; seguirien dos dels primers westerns europeus rodats en terres espanyoles, com van ser Gunfighters of Casa Grande i Gun Glory; treballa finalment en un díptic de cinema de pirates format per Tempesta sobre el Pacífic i El tigre dels mars del sud; en aquests dos últims títols Rowland va firmar la versió internacional, corresponent la versió italiana a Sergio Bergonzelli.
Rowland va contreure matrimoni amb Ruth Cummings, neta de Louis B. Mayer i germana de Jack Cummings (productor i director de la MGM). Van tenir un fill, Stephen Jacob Rowland, nascut a Los àngels el 3 de setembre de 1932. Stephen va ser actor, com Steve Rowland, i va treballar amb el seu pare en El rifle del foraster, Gun Glory i en la sèrie The Life and legend of Wyatt Earp; va intervenir també en episodis de sèries com Bonanza i L'home del rifle, i en pel·lícules com La batalla de les Ardenes. Posteriorment, Steve es convertiria en productor musical al Regne Unit. Steve va publicar unes memòries, titulades Hollywood Heat.

## Filmografia
Filmografia:

### Director
- 1943: A Stranger in Town
- 1943: Lost Angel
- 1945: Our Vines Have Tender Grapes
- 1946: Boys' Ranch
- 1947: Killer McCoy
- 1947: The Romance of Rosy Ridge
- 1948: Tenth Avenue Angel
- 1949: Scene of the Crime
- 1950: The Outriders
- 1950: Two Weeks with Love
- 1951: Excuse my Dust
- 1952: Bugles in the Afternoon
- 1952: The 5,000 Fingers of Dr. T.
- 1953: Affair with a Stranger
- 1953: The Moonlighter
- 1954: Rogue Cop
- 1954: Testimoni d'un assassinat (Witness to Murder)
- 1955: Many Rivers to Cross
- 1955: Hit the Deck
- 1956: Meet me in Las Vegas
- 1956: These Wilder Years
- 1957: Slander
- 1957: Gun Glory
- 1958: Arrivederci Roma
- 1963: The girl Hunters
- 1965: Gunfighters of Casa Grande
- 1966: El tigre dels mars del Sud (Surcouf, l'eroe dei sette mari) (codirigida per Sergio Bergonzelli)